# Asynchronous Transfer Mode

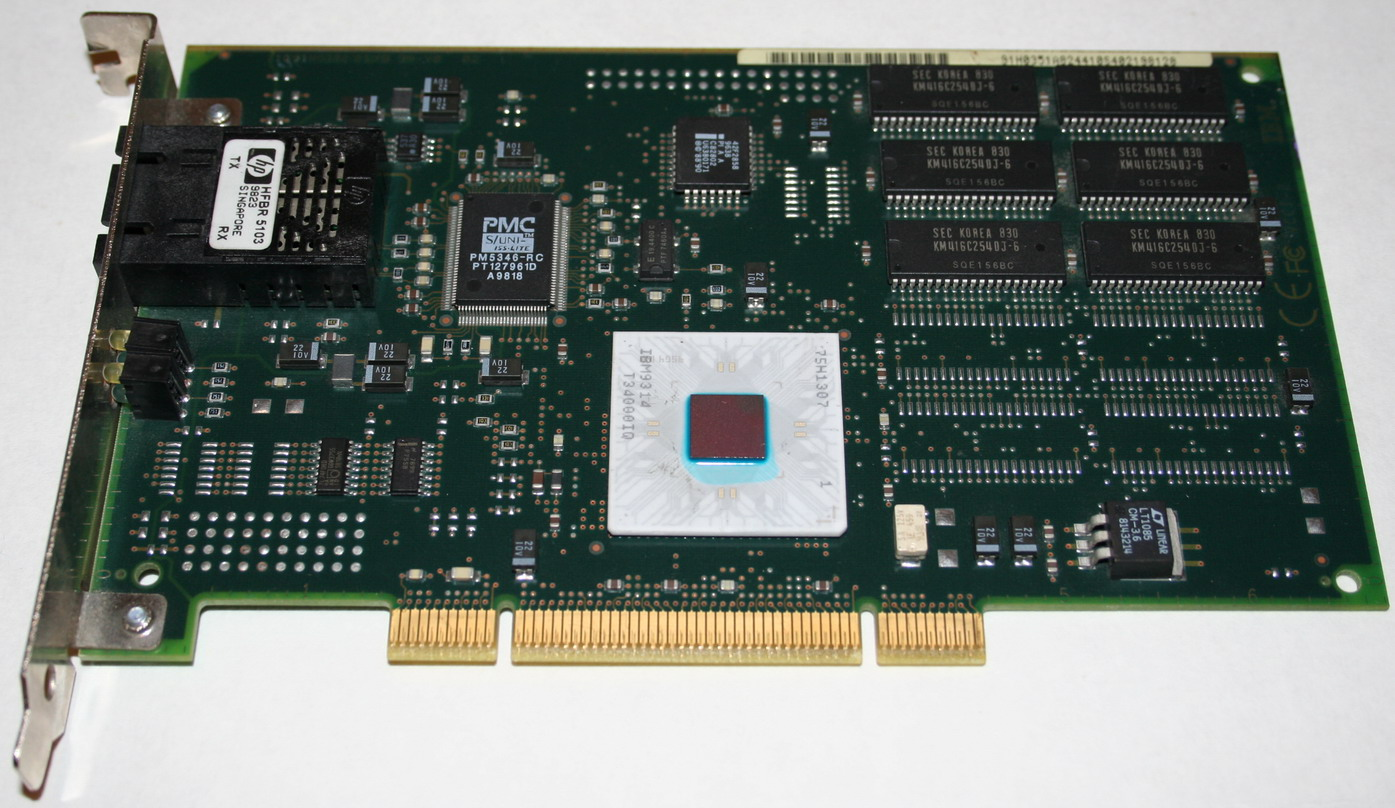
Síťová karta IBM Turboways ATM 155 PCI

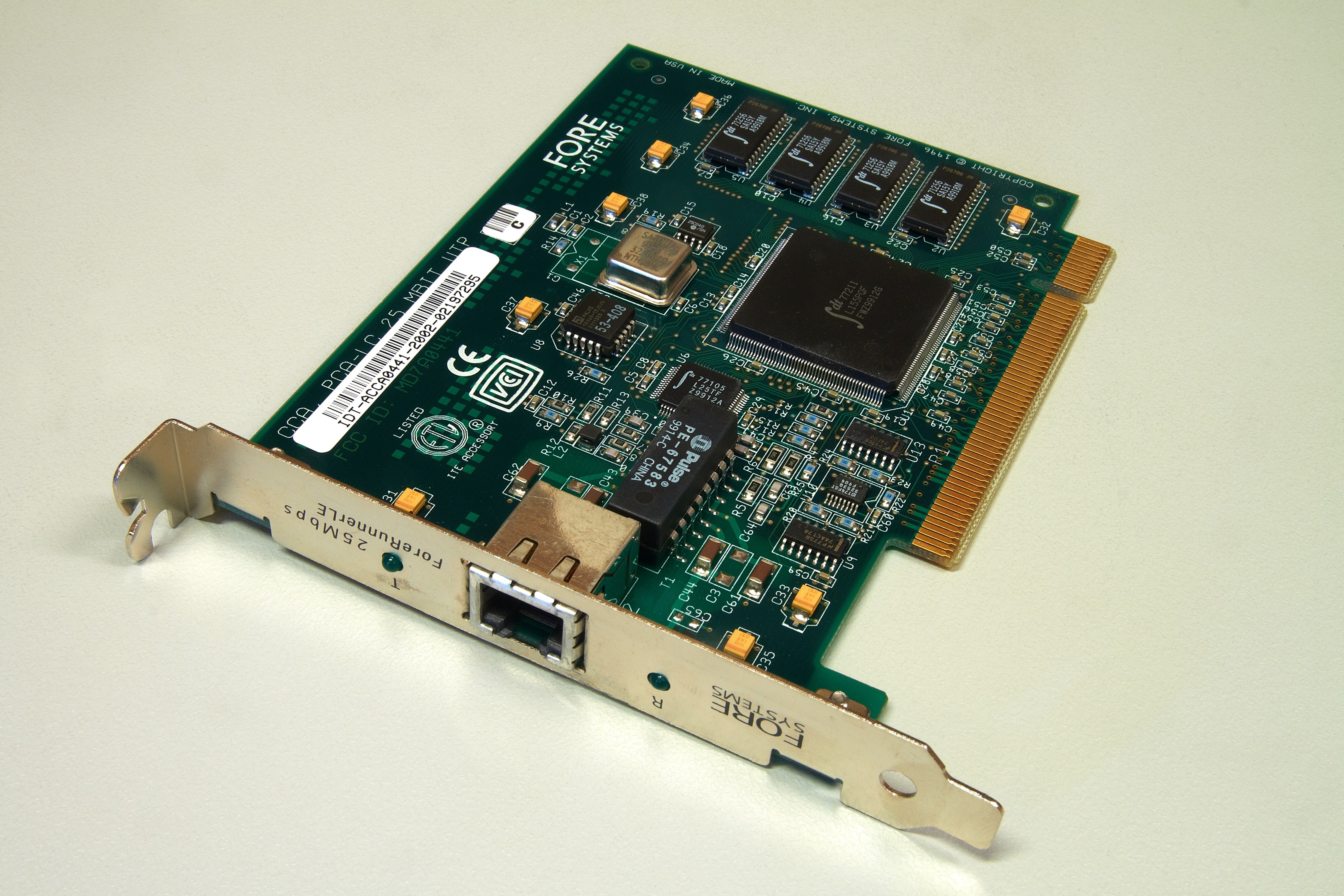
Síťová karta Marconi ForeRunnerLE 25 ATM PCI

Asynchronous Transfer Mode, zkráceně ATM, byl v osmdesátých a devadesátých letech standard pro vysokorychlostní (155 Mbit/s až 622 Mbit/s) síťovou architekturu s podporou Quality of Service (QoS) pro přenos hlasu a videa. Byl označován za telefonii „další generace“ (technické kořeny v telefonním světě). Umožňuje přenos IP datagramů. Pracuje s přepojováním paketů (pakety pevné délky, zvané buňky, anglicky cell) užitím virtuálních okruhů.
ATM místo používání paketů s proměnnou délkou (užívané v LAN) rozděluje přenášená data na malé kousky (buňky) s pevnou délkou (53 bytů; 48 bytů dat a 5 bytů záhlaví). ATM je technologie orientovaná na spojení, ve které musí být spojení vytvořeno mezi dvěma koncovými body ještě předtím, než začne výměna dat.

## Úvod
Původním záměrem ATM bylo vytvořit jednotný síťový standard, který bude podporovat jak sítě synchronního typu (SDH), tak sítě založené na paketovém přenosu (IP, Frame Relay, atd), s víceúrovňovým QoS (Quality of Service) pro přenos paketů.
ATM se snažilo vyřešit rozpor mezi sítěmi s přepojováním okruhů (circuit-switched networks) a sítěmi s přepojováním paketů (packet-switched networks) převedením jak bitového, tak paketového provozu do jednoho toku sestávajícího z malých „buněk“ pevné velikosti, které se přepínají podle identifikátoru virtuálního okruhu (virtual circuit).
ATM se mělo stát přenosovou službou pro Broadband Integrated Services Digital Network (B-ISDN), která měla být dalším krokem vývoje veřejné telefonní sítě (PSTN) po přechodu na ISDN. Standard ATM definuje jak fyzickou, tak spojovou a síťovou vrstvu sedmivrstvého ISO/OSI modelu. Standardy ATM jsou založeny na konceptech telekomunikačních společností více než na konceptech společností počítačových. Proto se ATM dostalo obrovské pozornosti od telekomunikačních společností a od nich také pocházelo velké úsilí pro jeho integraci.

## Technické detaily

### Formát buněk
| 7                                 |     |     | 4   | 3   |     |     | 0   |
| GFC                               | GFC | GFC | GFC | VPI | VPI | VPI | VPI |
| VPI                               | VPI | VPI | VPI | VCI | VCI | VCI | VCI |
| VCI                               |     |     |     |     |     |     |     |
| VCI                               | VCI | VCI | VCI | PT  | PT  | PT  | CLP |
| HEC                               |     |     |     |     |     |     |     |
| Payload případně výplň do 48 bytů |     |     |     |     |     |     |     |

| 7                                 |     |     | 4   | 3   |     |     | 0   |
| VPI                               |     |     |     |     |     |     |     |
| VPI                               | VPI | VPI | VPI | VCI | VCI | VCI | VCI |
| VCI                               |     |     |     |     |     |     |     |
| VCI                               | VCI | VCI | VCI | PT  | PT  | PT  | CLP |
| HEC                               |     |     |     |     |     |     |     |
| Payload případně výplň do 48 bytů |     |     |     |     |     |     |     |

(GFC: Generic Flow Control, VPI: Virtual Path Identifier, VCI: Virtual Channel Identifier, PT: Payload Type, CLP: Cell Loss Priority, HEC: Header Error Control)

## Úspěchy a neúspěchy technologie ATM
Četné telekomunikační společnosti implementovaly rozsáhlé ATM sítě a spousta ADSL implementací používá ATM. Nicméně ATM nezískalo širší podporu jakožto síťová (LAN) technologie a jeho velká složitost zabránila jeho masovému rozšíření jakožto jediné integrující síťové technologie ve smyslu, v jakém to tvůrci ATM původně zamýšleli.
Mnoho lidí, zejména v komunitě tvůrců IP protokolu, považovalo vizi ATM za mylnou. Jejich postoj zněl přibližně takto: Víme, že vždycky budou jak zcela nové, tak zastaralé technologie spojové vrstvy, zejména v oblasti počítačových sítí, a je správné předpokládat, že ne všechny z nich ladně zapadnou do SDH (SONET) modelu, pro který bylo vytvořeno ATM. A proto je potřeba nějaký protokol, který by poskytoval jednotnou vrstvu pro ATM i ne-ATM spojové vrstvy, a samotné ATM tuto roli nemůže splnit. Naštěstí tady máme protokol IP, který toto svede. Nevidíme důvod pro implementaci ATM na síťové vrstvě.
Navíc, potřeba „buněk“ pro snížení zkreslení datového signálu zmizela ve chvíli, kdy se zvýšila rychlost přenosu (viz níže) a další rozšíření v technologii Voice over IP způsobilo, že integrace hlasu a dat byla možná na vrstvě IP, čímž se opět odstranila nutnost všude zavádět ATM. Většina telekomunikačních společností nyní plánuje převést jejich aktivity v oblasti hlasových sítí do IP sítí spíše než převádět IP sítě do hlasových sítí.
Ve výsledku poskytuje ATM vysoce komplexní technologii s širokými možnostmi jak pro světové telekomunikační sítě, tak pro malé soukromé počítačové sítě (LAN). ATM jako technologie však dosáhla pouze částečného úspěchu – je široce rozšířená, ale obecně se používá pouze pro přenos dat na protokolu IP; její záměr integrovat v sobě technologie pro počítačové sítě, veřejné sítě a uživatelské služby selhal.
Mnoho technicky dobrých nápadů ATM bylo adoptováno protokolem MPLS. ATM zůstává široce používanou technologií a je používáno pro služby multiplexingu v sítích DSL tam, kde se to hodí. A obráceně, sítě DSL podporují IP (a služby IP jako např. VoIP přes protokol PPP (PPP over ATM)).
ATM bude dále využíváno u některých vysokorychlostních spojení, kde se poskytovatelé navzájem dohodli na použití existujících ATM sítí.
Technologie ATM je však čím dál víc zatlačována požadavky sítí na rychlost a možnost prioritizace datových toků. Zejména složitost SAR (podvrstva v ATM) je úzkým hrdlem ve výkonu, neboť nejrychlejší známé SAR fungují na 2,5 Gb/s a mají omezenou schopnost prioritizace datových toků (prioritizace datových toků je jedním ze základních požadavků na QoS).
Po roce 2000 je na mnoha místech, kde se předpokládalo použití ATM, používáno Digital Subscriber Line (DSL) případně implementace Ethernetu (10gigabitový Ethernet, MetroEthernet).